# Jaroslava Valentová
Jaroslava Valentová, rozená Králová, později Řezáčová (* 11. prosince 1945, Praha) je bývalá československá atletka, která se specializovala na skok do výšky.

## Kariéra
V roce 1964 na prvním ročníku evropských juniorských her (předchůdce mistrovství Evropy juniorů v atletice) ve Varšavě získala stříbrnou medaili (164 cm), když prohrála jen s východoněmeckou výškařkou Ritou Gildemeisterovou. Na mistrovství Evropy v Budapešti 1966 skončila desátá. O rok později získala v Praze bronzovou medaili na druhých evropských halových hrách v atletice (předchůdce halového mistrovství Evropy v atletice). Na následujících hrách v Madridu v roce 1968 skončila devátá. V témže roce ji těsně unikla medaile na letních olympijských hrách v Ciudad de México, kde se umístila s výkonem 178 cm na čtvrtém místě. Olympijskou vítězkou se tehdy stala Miloslava Rezková.
25. května 1968 překonala v Hradci Králové jako první československá výškařka 180 cm. V roce 1969 a 1970 se stala halovou mistryní ČSSR. Její osobní rekord je 182 cm (styl horine).

## Úspěchy

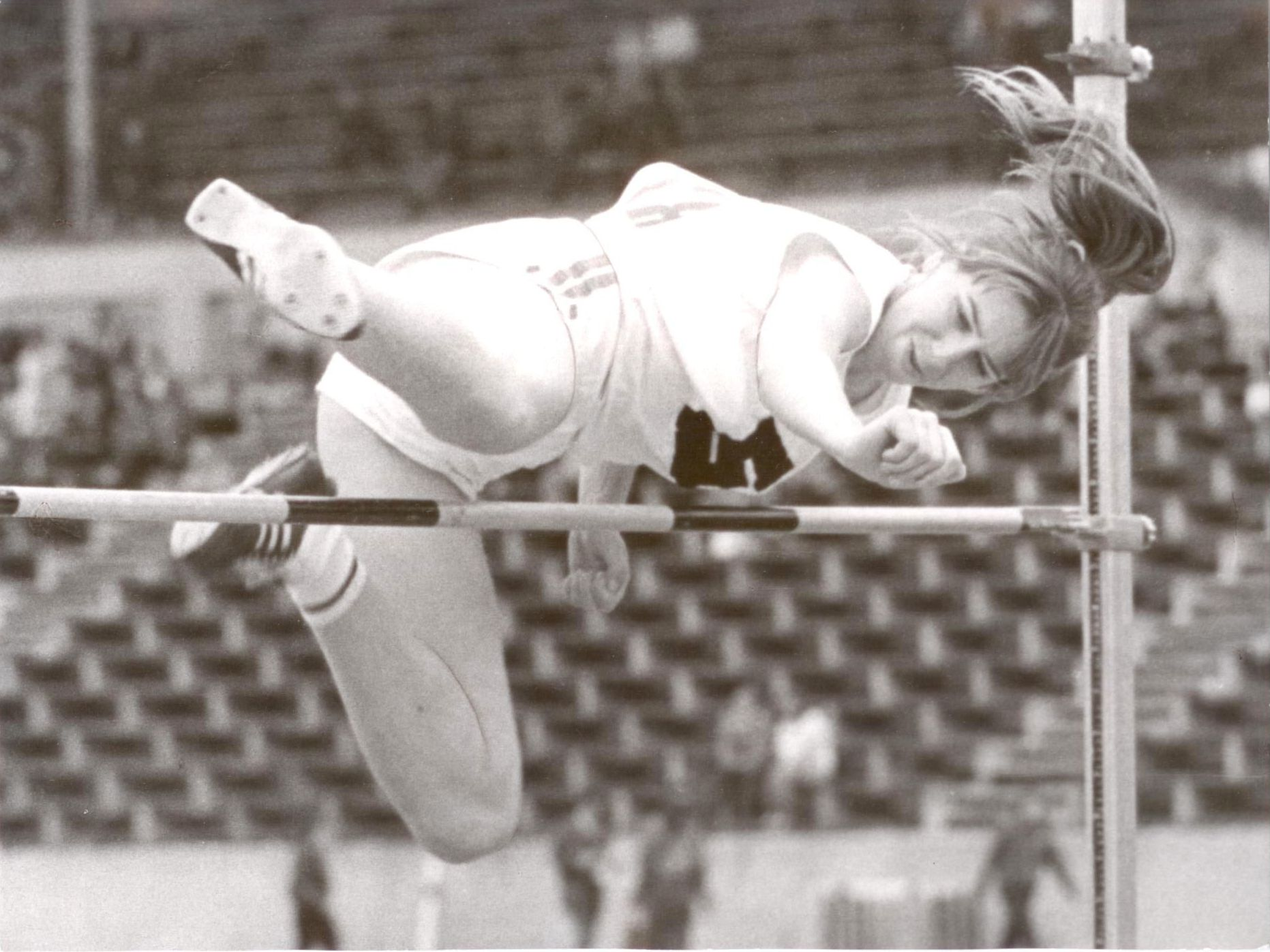
Jaroslava Valentová, rozená Králová, později Řezáčová

### Nejlepší osobní výsledky v hale
- 1965 – čs. halový rekord – 161 cm (styl horine) 14.1. Uherské Hradiště
- 1965 – čs. halový rekord – 162 cm (styl horine) 21.2. Bratislava
- 1967 – II. Evrpské halové hry – 170 cm (styl horine) 11 – 12.3. Praha
- 1968 – čs. halový rekord – 177 cm (styl horine) 2.3. Praha
- 1969 – čs. halový rekord – 178 cm (styl horine) 12.2. Praha – Novinářská laťka

### Nejlepší osobní výsledky na dráze
- 1963 – rekord čs. staršího dorostu – 163 cm (styl horine) 14.7. Hradec Králové
- 1964 – rekord čs. juniorek – 164 cm (styl horine) 23.5. Praha Strahov
- 1967 – 173 cm (styl horine) 10.9. Stockholm
- 1968 – 182 cm (styl horine) 4.10 Meeting stadion Praktiko Mexico

### Ostatní úspěchy
- Držitelka 3 čs. rekordů 180 – 182 v roce 1968
- Olympijské hry Mexiko 1968 – 4. místo – výkon 178 cm
- Reprezentovala v 10 mezistátních utkáních (1962-70) z toho 5x zvítězila
- světové tabulky 1967 – 11. místo, 1968 – 5. místo, 1969 – 11. místo, 1970 – 13. místo
- světový žebříček 1967 – 8. místo, 1968 – 5. místo